# Амба-Моссино
Амба-Моссино (англ. Emba Soira; итал. Soira) — самая высокая гора в Эритрее. Высота — 3018 м над уровнем моря. Гора расположена в юго-восточной части провинции Дэбуб в районе Сэнафе и является частью Эритрейского нагорья (часть Восточно-Африканской рифтовой долины, которая пересекает Эритрею).
На гору ведет асфальтированная дорога от города Сэнафе, расположенного в 135 километрах к югу от столицы Асмэры. Оттуда по сложной и опасной грунтовой дороге в восточном направлении на протяжении почти 20 км в гору ведёт тропа.
Температура летом на вершине от 10 до 15 °C, зимой от −3 до 5 °C.
Недалеко от горы расположены развалины города Кохайто.
По названию горы названы отель в Асмэре и судно эритрейского флота.